# Kawanishi H11K
El Kawanishi H11K Sōkū (蒼空 "cielo azul"?) fue un proyecto de hidroavión japonés de transporte, tipo hidrocanoa, cuyo desarrollo fue cancelado en 1945. 

## Descripción
El H11K tenía un cierto parecido externo con el también fabricado por Kawanishi H8K, sin embargo sus dimensiones y cometido eran diferentes. El H11K debía emplear un mínimo de materiales estratégicos, con lo que su construcción empleaba eminentemente madera. Del mismo modo, su objetivo era el transporte de tropas y equipo, por lo que estaba dotado de una doble compuerta frontal a través de la cual realizar fácilmente la estiba.
Kawanishi realizó a principios de 1945 un modelo a escala con la mitad de tamaño que el aparato real, pero resultó destruido por un ataque aéreo de bombarderos B-29 en abril de 1945. La motorización prevista para el H11K debía ser la misma que la del H8K, es decir, cuatro motores radiales Mitsubishi Kasei de 14 cilindros en dos filas, con hélices de cuatro palas.
Las estimaciones iniciales eran realizar pruebas de vuelo antes del fin de 1945, pero ningún prototipo estuvo listo antes del final de la guerra, en agosto, momento en que se canceló todo desarrollo.

## Especificaciones
Referencia datos: The Xplanes of Imperial Japanese Army & Navy 1924-45

### Características generales
- Tripulación: 5
- Longitud: 37,72 m
- Envergadura: 48 m
- Altura: 12,578 m
- Peso cargado: 45.500 kg
- Planta motriz: 4× motor radial de 14 cilindros Mitsubishi Kasei.
  - Potencia: 1.850 hp cada uno.

### Rendimiento
- Alcance: km
- Radio de acción: km
- Alcance en combate: km
- Alcance en ferry: km

### Aeronaves similares
- Blohm & Voss BV 222
- Consolidated PB2Y Coronado
- Short Shetland

### Secuencias de designación
← H8K • H9A • H11K